# Liste der Ortschaften im Bezirk Murtal
Die Liste der Ortschaften im Bezirk Murtal enthält die 20 Gemeinden und ihre Ortschaften im steirischen Bezirk Murtal. Stand Ortschaften: 1. Jänner 2020
Kursive Gemeindenamen sind keine Ortschaften, in Klammern der Status Markt bzw. Stadt. Die Angaben erfolgen im offiziellen Gemeinde- bzw. Ortschaftsnamen, wie von der Statistik Austria geführt.
- Fohnsdorf
  - Aichdorf
  - Dietersdorf
  - Hetzendorf
  - Kumpitz
  - Rattenberg
  - Sillweg
  - Wasendorf

- Gaal
  - Bischoffeld
  - Gaalgraben
  - Graden
  - Ingering II
  - Puchschachen
  - Schattenberg

- Hohentauern
  - Triebental

- Judenburg (Stadt)
  - Auerling
  - Feeberg
  - Gasselsdorf
  - Oberweg
  - Ossach
  - Reifling
  - Ritzersdorf
  - Strettweg
  - Waltersdorf

- Knittelfeld (Stadt)
  - Apfelberg
  - Landschach

- Kobenz (Markt)
  - Hautzenbichl
  - Neuhautzenbichl
  - Oberfarrach
  - Raßnitz
  - Reifersdorf
  - Unterfarrach

- Lobmingtal
  - Großlobming
  - Kleinlobming
  - Mitterlobming

- Obdach (Markt)
  - Amering
  - Bärnthal
  - Granitzen
  - Großprethal
  - Kathal in Obdachegg
  - Katschwald
  - Kienberg
  - Kleinprethal
  - Lavantegg
  - Mönchegg
  - Obdachegg
  - Rötsch
  - Sankt Anna-Feriensiedlung
  - Sankt Georgen in Obdachegg
  - Warbach
  - Winterleiten
  - Zanitzen

- Pöls-Oberkurzheim (Markt)
  - Allerheiligen
  - Allerheiligengraben
  - Enzersdorf
  - Götzendorf
  - Greith
  - Gusterheim
  - Katzling
  - Mauterndorf
  - Mosing
  - Mühltal
  - Oberkurzheim
  - Offenburg
  - Paig
  - Paßhammer
  - Pöls
  - Pölshof
  - Sauerbrunn
  - Thalheim
  - Thaling
  - Unterzeiring
  - Winden

- Pölstal (Markt)
  - Bretstein
  - Gföllgraben
  - Möderbrugg
  - Oberzeiring
  - Sankt Johann am Tauern Schattseite
  - Sankt Johann am Tauern Sonnseite
  - Sankt Oswald
  - Zeiringgraben
  - Zugtal

- Pusterwald
- Sankt Georgen ob Judenburg
  - Pichlhofen
  - Scheiben
  - Wöll

- Sankt Marein-Feistritz
  - Altendorf
  - Feistritz bei Knittelfeld
  - Feistritzgraben
  - Fentsch
  - Fressenberg
  - Greith
  - Hof
  - Kniepaß
  - Laas
  - Mitterfeld
  - Moos
  - Prankh
  - Sankt Marein bei Knittelfeld
  - Sankt Martha
  - Wasserleith

- Sankt Margarethen bei Knittelfeld
  - Fötschach
  - Glein
  - Gobernitz
  - Gottsbach
  - Kroisbach
  - Leistach
  - Mitterbach
  - Obermur
  - Pichl
  - Preg
  - Preggraben
  - Rachau
  - Ritzendorf
  - Sankt Benedikten
  - Sankt Lorenzen bei Knittelfeld
  - Sankt Margarethen bei Knittelfeld Sdlg
  - Schütt
  - Ugendorf
  - Untermur

- Sankt Peter ob Judenburg
  - Feistritzgraben
  - Furth
  - Mitterdorf
  - Möschitzgraben
  - Pichl
  - Rach
  - Rothenturm

- Seckau (Markt)
  - Dürnberg
  - Hart
  - Neuhofen
  - Sonnwenddorf

- Spielberg (Stadt)
  - Einhörn
  - Flatschach
  - Ingering I
  - Lind
  - Pausendorf
  - Sachendorf
  - Schönberg
  - Weyern

- Unzmarkt-Frauenburg (Markt)
  - Frauenburg
  - Unzmarkt

- Weißkirchen in Steiermark (Markt)
  - Allersdorf
  - Baierdorf
  - Baumkirchen
  - Eppenstein
  - Fisching
  - Größenberg
  - Großfeistritz
  - Kathal
  - Kothgraben
  - Maria Buch
  - Möbersdorf
  - Möbersdorfsiedlung
  - Mühldorf
  - Murdorf
  - Pichling
  - Reisstraße
  - Schoberegg
  - Schwarzenbach am Größing
  - Thann
  - Wöllmerdorf

- Zeltweg (Stadt)
  - Farrach
  - Neufisching
  - Neuzeltweg
  - Pfaffendorf